# Maria Blom
Pour les articles homonymes, voir Blom.
Maria Margareta Blom, née le 28 février 1971 à Täby, est une réalisatrice, dramaturge et scénariste suédoise. Elle est connue pour son film de 2004 Masjävlar.
Blom a écrit et mis en scène plus de dix pièces de théâtre parmi lesquelles Rabarbers, Sårskorpor et Dr. Kokos Kärlekslaboratorium au Stockholms stadsteater (sv) et Under hallonbusken au Théâtre dramatique royal.

## Filmographie
- 2004 : Monky
- 2017 : Masjavlar
- 2016 : Fishy
- 2014 : Nina Frisk
- 2007 : Hallåhallå
- 2007 : Bamse och häxans dotter